# Grindelia pulchella
Grindelia pulchella là một loài thực vật có hoa trong họ Cúc. Loài này được Dunal mô tả khoa học đầu tiên năm 1819.